# 托拉尔瓦德亚拉贡
托拉尔瓦德亚拉贡，是西班牙阿拉贡自治区韦斯卡省的一个市镇。总面积40平方公里，总人口119人（2001年），人口密度3人/平方公里。